# Taubenturm (Crosne)
Koordinaten: 48° 43′ 0″ N, 2° 27′ 24,4″ O

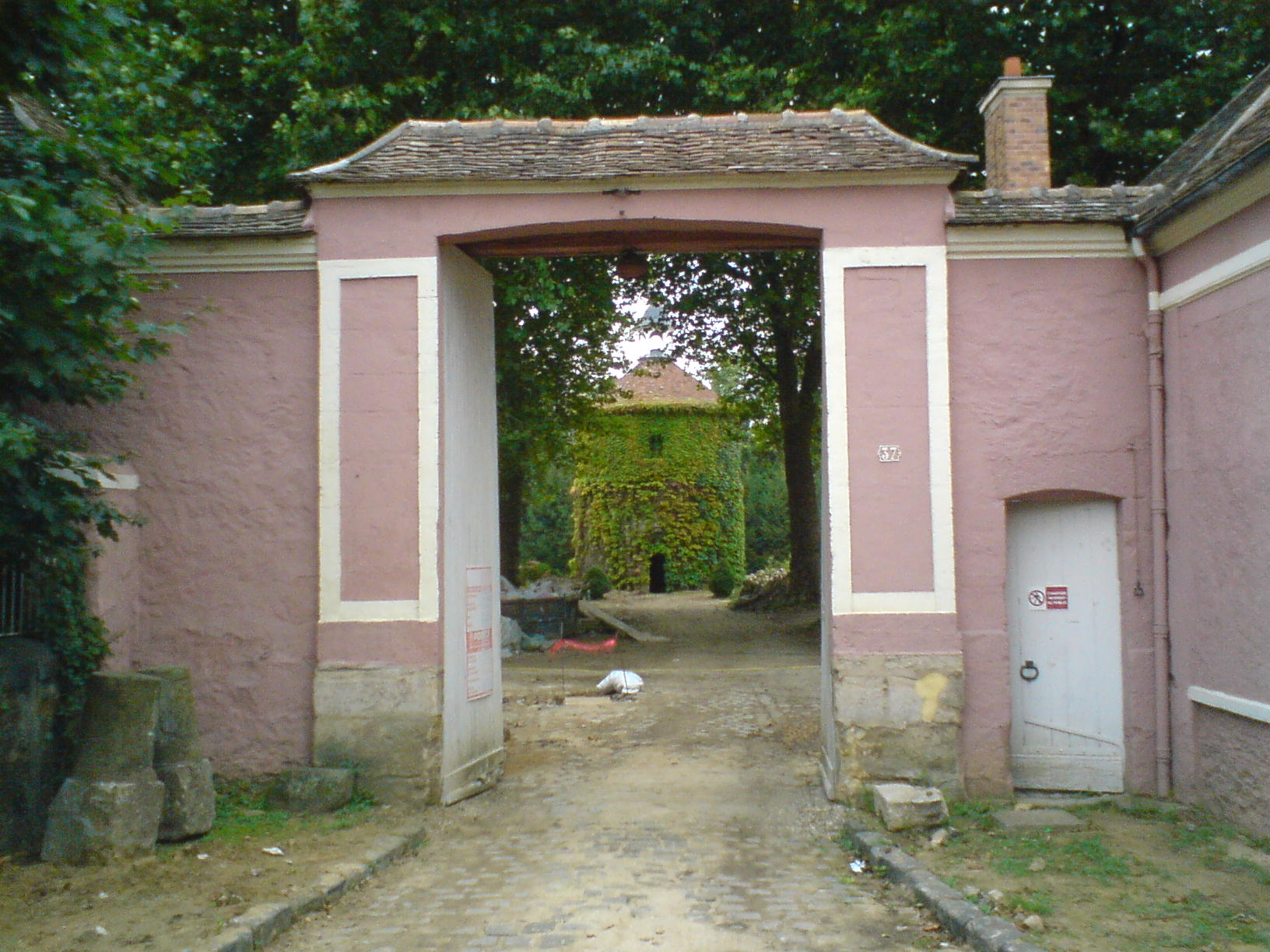
Einfahrt und Taubenturm der Ferme de la Seigneurie in Crosne

Der Taubenturm (französisch colombier oder pigeonnier) der Ferme de la Seigneurie in Crosne, einer französischen Stadt im Département Essonne in der Region Île-de-France, wurde im 18. Jahrhundert errichtet.
Der Taubenturm an der Avenue Jean-Jaurès Nr. 37 steht seit 1972 als Teil des Bauernhofes als Monument historique auf der Liste der Baudenkmäler in Frankreich.
Der Rundturm aus Bruchsteinmauerwerk, der im Hof der Anlage steht, wird von einer Laterne bekrönt.